# Williams FW41
O Williams FW41 é o modelo de carro de corrida fabricado pela equipe Williams para a disputa da temporada de Fórmula 1 de 2018, pilotado por Lance Stroll e Sergey Sirotkin.
O lançamento do carro ocorreu em 15 de fevereiro.

## Pré-temporada
A Williams foi a equipe cujo carro mais rompeu com o passado. Paddy Lowe, desde o começo de 2017 sócio e diretor, mudou a maior parte dos projetistas e definiu diretrizes bem distintas das seguidas até então pela Williams. Lowe foi diretor técnico da Mercedes nos títulos de 2014 a 2016.
Até o modelo FW41, equipado com a melhor unidade motriz, Mercedes, atingir o estágio mínimo de desenvolvimento, bem como os engenheiros e pilotos o conhecerem melhor, levará um tempo, mas não longo demais. Nos oito dias em Barcelona acumularam importante quilometragem e seus jovens e pouco ou nada experientes pilotos fizeram mais do que se poderia esperar.
Pelo demonstrado no Circuito da Catalunha, ainda não é a hora de a Williams dar um salto mais para a frente no grid, mas potencial para isso o novo projeto demonstrou ter. É provável que no começo não entre no pelotão de Renault, McLaren, Force India e Haas, mas deverá crescer ao longo do ano.

## Raio X
Desde 2014, quando renasceu no começo da era híbrida, a Williams vem caindo ano após ano. Não fez nada de mais nos testes, mas o FW41 é o primeiro carro totalmente projetado sob a batuta de Paddy Lowe.

## Resultados da equipe na temporada de 2018
| Pos | Piloto          | Nu. | AUS | BAR | CHN | AZE | ESP | MON | CAN | FRA | AUT | GBR | ALE | HUN | BEL | ITA | SIN | RUS | JAP | EUA | MEX | BRA | ABU | Pts | Pts da Equipe | Pos da Equipe |
| --- | --------------- | --- | --- | --- | --- | --- | --- | --- | --- | --- | --- | --- | --- | --- | --- | --- | --- | --- | --- | --- | --- | --- | --- | --- | ------------- | ------------- |
| 18  | Lance Stroll    | 18  | 14  | 14  | 14  | 8   | 11  | 17  | Ret | 17† | 13  | 12  | Ret | 17  | 13  | 9   | 14  | 15  | 17  | 14  | 12  | 18  | 13  | 6   | 7             | 10º           |
| 20  | Sergey Sirotkin | 35  | Ret | 15  | 15  | Ret | 14  | 16  | 17  | 15  | 14  | 14  | Ret | 16  | 12  | 10  | 19  | 18  | 16  | 13  | 13  | 16  | 15  | 1   | 7             | 10º           |

Negrito = Pole position.
Itálico = Volta mais rápida
Ret = Não completou a prova.
† = Classificado pois completou 90% ou mais da prova.
DSQ = Desclassificado da prova.